# Lingiaden

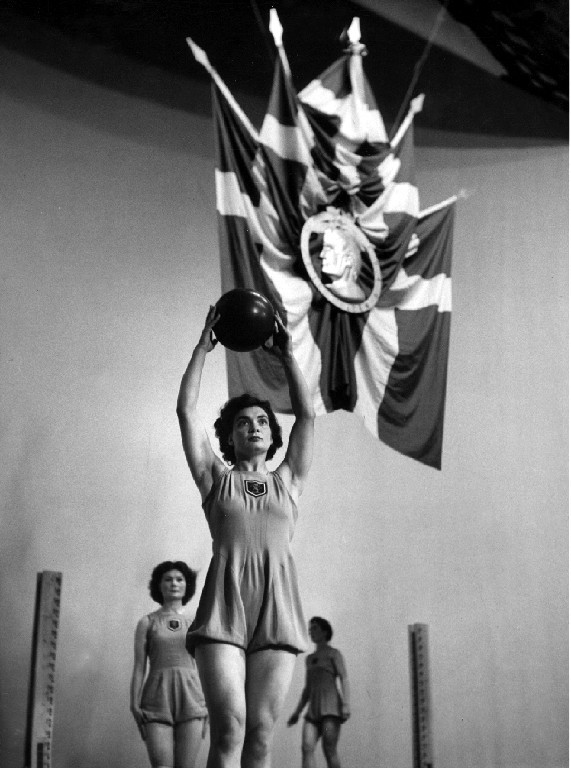
Den andra Lingiaden ägde rum i Stockholm 1949

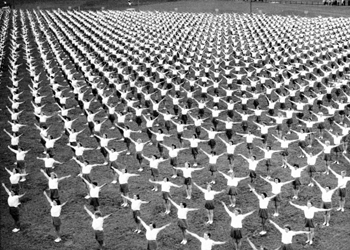
5000 husmödrar gymnastiserar i Lingiaden i Stockholm 1949. Klädsel: vit blus, blå gymnastikbyxor och vita skor.

Lingiaden (av Pehr Henrik Ling + Olympiad) var en internationell gymnastikuppvisning som anordnades i Stockholm i Sverige av Svenska Gymnastikförbundet 1939 och 1949.

## Den första Lingiaden
Den 20 juli 1939 invigdes den första Lingiaden på Stockholms stadion. Syftet med denna internationella gymnastikuppvisning  var att fira 100-årsminnet av den svenska gymnastikens skapare Pehr Henrik Ling. Evenemanget organiserades av Svenska Gymnastikförbundet med deltagande av 7 399 gymnaster från 37 länder. Den största delegationen kom från Danmark med 1 900 deltagare. Tyskland sände 1 000 deltagare, vilka alla inkvarterades ombord på Kraft durch Freudes kryssningsfartyg Wilhelm Gustloff.

## Den andra Lingiaden
Den andra Lingiaden ägde som planerat rum 1949. Det ambitiöst upplagda evenemanget med omkring 14 000 deltagare blev en sportslig framgång men en ekonomisk förlustaffär för Svenska Gymnastikförbundet. Förbundets generalsekreterare/VD Agne Holmström som ansvarat för evenemanget begick självmord efter Lingiadens avslutning. Inga fler Lingiader följde.
Som representant för Indien deltog Yoga-mästaren Shyam Sundar Goswami. Efter evenemanget ombads han att stanna i Sverige för att undervisa, och 1949 grundades Goswami Yoga Institute i Stockholm.

## Efterföljare
Lingiaden fick dock en efterföljare med World Gymnaestrada. Det första evenemanget, som till stor del byggde på erfarenheter från Lingiaderna, anordnades 1953 i Rotterdam. Sedan dess har evenemanget i stort sett ägt rum vart fjärde år på olika platser. Till minne av de två svenska Lingiaderna 60 respektive 50 år tidigare anordnades 1999 XI World Gymnaestrada i Göteborg med 23 500 deltagare. Den XV World Gymnaestrada ägde rum i Helsingfors 2015.